# رنه کوس
رنه کوس ((به فرانسوی: René Küss)؛ ۳ مهٔ ۱۹۱۳ – ۲۰ ژوئن ۲۰۰۶ (۹۳ سال)) استاد پزشکی مجاری ادراری و جراح اهل فرانسه بود. شهرت وی به دلیل پیشگامی در پیوند کلیه است. او در سال ۱۹۷۱ اولین انجمن علمی پزشکی پیوند در اروپا (به فرانسوی: La Société Francaise de Transplantation) را تأسیس نمود.
رنه که عضو آکادمی ملی پزشکی (فرانسه) است در سال ۲۰۰۲ بالاترین نشان علمی در زمینه پیوند (جایزه مداوار) را دریافت کرد.

## اوایل زندگی و تحصیل
رنه کوس در ۳ مهٔ ۱۹۱۳ در خانواده ای پروتستان از اهالی منطقه آلزاس متولد شد و همراه با ارزش‌های اخلاقی و اصول مسئولیت پذیری رشد کرد. او فرزند یک جراح برجسته و ثروتمند بود که زمانی ریاست آکادمی ملی جراحی (فرانسه) را بر عهده داشت. پدربزرگش امیل کوس پزشک دانشگاه استراسبورگ و آخرین شهردار شهر استراسبورگ قبل از الحاق آن به آلمان بدنبال جنگ بود. پدرش سرپرست بخش جراحی عمومی در بیمارستان شاریته پاریس بود. کوس به یاد می‌آورد که اولین بار در سن هفت سالگی به همراه پدرش در یک اتاق عمل حضور داشت. او دو برادر و دو خواهر داشت و خانواده‌اش برای پرداختن به ورزش و هنر زمانی را به مسافرت بین خانه‌هایشان در کنار دریا، کوه‌ها و شهر پاریس اختصاص می‌دادند.
او در دانشکده پزشکی دانشگاه پاریس تحصیل کرد و به عنوان رزیدنت جراحی در بیمارستان هوپیتال بروکای پاریس، تحت سرپرستی روبرت پروست برادر نویسندهٔ بزرگ مارسل پروست، مشغول بود.

## جنگ جهانی دوم
کوس آموزش مقدماتی پزشکی اش را در سن ۲۶ سالگی رها کرد تا در طول جنگ جهانی دوم در ارتش فرانسه ثبت نام کند و به دنبال آن پزشک نیروی دریایی فرانسه شد. او نشان نظامی صلیب نظامی را برای مجاهدت‌های جنگی خود دریافت کرد. او در تمام مدت سربازان مجروح آمریکایی و آلمانی را عمل جراحی کرد.

## حرفه جراحی
پس از جنگ، کوس نوآوری‌هایی در تخصص اورولوژی به ویژه در تخلیه ادرار و بازسازی عروق در موارد پیوند در بیمارستان کوچین(به فرانسوی: Hôpital Cochin) انجام داد.
او روشBoari-Küss را برای طویل کردن میزنای ایجاد کرد و در قرار دادن کلیه اهداکننده در فضای خارج صِفاقی یا حفره تهیگاهی دخالت داشت، تکنیکی که تا قرن بیست و یکم ادامه داشت. به ویژه دو کار پزشکی او توسط افراد معاصر «تاریخی» در نظر گرفته می‌شود:
1. اولین عمل پیوند کلیه خارج صِفاقی انسان به انسان در ۱۲ ژانویه ۱۹۵۱ که این روش به دلیل نقش اصلی او در آن به عنوان "عملیات Küss" شناخته شد[۵].[۲][۶] البته به علت فقدان سرکوب‌کننده‌های ایمنی، کلیه‌های اهدایی ضعیف، وضعیت نامناسب گیرندگان و فقدان مراقبت‌های ویژه پزشکی بعد از عمل، همه پیوندها رد شدند.[۱]
2. دومین عملیات تاریخی در سال ۱۹۶۶ انجام شد که در آن زمان، برتابش یا تشعشع به عنوان یک عامل سرکوب کننده سیستم ایمنی و همچنین برخی دیگر از داروهای سرکوب کننده ایمنی اساسی (مرکاپتوپورین(6-MP) و کورتیزون) معرفی شدند. کوس همراه با دستیارش ژاک پوآسون در یک روش خاص، دو کلیه خوک را به یک انسان پیوند زدند اما پیوند ناموفق بود و بیمار فوراً درگذشت. کوس بعداً این را به عنوان یک تجربه دردناک توصیف کرد و تا آخر عمر اثر نامطلوبی بر وی نهاد.[۷][۸]

او چندین بخش اورولوژی را در بیمارستان‌های پاریس تأسیس کرد، دبیرکل شد و در سال ۱۹۵۲ ریاست "انجمن بین‌المللی ارولوژی (به فرانسوی: Société internationale d'urologie)" را بر عهده گرفت، و تا سال ۱۹۸۵ در آنجا باقی ماند. در سال ۱۹۷۲ به منظور پیشرفت کلینیک اورولوژی در بیمارستان دانشگاهی پیتی-سالپتری‌یر از مطب خصوصی استعفا داد. همزمان انجمن پیوند فرانکوفون (به فرانسوی: La Société Francaise de Transplantation) را تأسیس کرد.
سال ۱۹۸۵ از امور بالینی بازنشسته شد و بعداً در دهه ۱۹۹۰ به عنوان رئیس آکادمی ملی پزشکی (فرانسه) خدمت کرد.

## زندگی شخصی
کوس یک رانندهٔ اتومبیلهای مسابقه ای بود. او در رقابت‌های اتومبیل تور دو فرانس و رالی مونت کارلو شرکت کرد.
همچنین علاقهٔ عمیقی به هنر و نقاشی داشت و با هنرمندان برجستهٔ پاریسیِ آن زمان از جمله رائول دوفی آشنا شد.

## مرگ
کوس در سال ۲۰۰۶ درگذشت. برای یادبودش یک سنگ مرمر حکاکی شده در بیمارستان پیتی-سالپتری‌یر پاریس قرار دارد.